# Protoparmelia rogersii
Protoparmelia rogersii är en lavart som beskrevs av Elix. Protoparmelia rogersii ingår i släktet Protoparmelia och familjen Parmeliaceae.   Inga underarter finns listade i Catalogue of Life.